# Biuro Koordynacyjne NSZZ „Solidarność” za Granicą
Biuro Koordynacyjne NSZZ „Solidarność” za Granicą – placówka z siedzibą w Brukseli utworzona w 1982 r., której zadaniem było reprezentowanie „Solidarności” w międzynarodowym ruchu związkowym i utrzymywanie współpracy z władzami zagranicznych organizacji związkowych.
Kierownikiem Biura Tymczasowa Komisja Koordynacyjna NSZZ „Solidarność” mianowała Jerzego Milewskiego.